# Mariana de San José
María Manzanedo Maldonado (Alba de Tormes, 5 de agosto de 1568 - Madrid, 15 de abril de 1638), más conocida por su nombre religioso Mariana de San José, fue una religiosa católica española, de la monjas agustinas y reformadora, que dio origen, junto al también agustino Agustín Antolínez, a la Orden de Monjas Agustinas Recoletas.La iglesia católica la considera como venerable desde 2017.

## Biografía
Mariana Manzanedo Maldonado nació el 5 de agosto de 1568 en Alba de Tormes, en la provincia de Salamanca (España), en el seno de una familia noble. Sus padres fueron María de Maldonado y Juan de Manzanedo y Herrera, y tuvieron seis hijos. Su padre sirvió durante mucho tiempo al gran duque de Alba como oidor y su madre, natural de Coria, murió de sobreparto después de su nacimiento.
Al enviudar, su padre se convirtió en sacerdote y envió a sus tres hijas a diferentes conventos: las dos mayores fueron al convento de clarisas de Coria, mientras la tercera fue enviada al convento de agustinas de Santa Cruz, en Ciudad Rodrigo. donde vivían dos tías suyas como monjas agustinas. Hasta los seis años, Mariana vivió con su padre y otro hermano, siendo entonces enviada al citado convento de Santa Cruz. Cuando Mariana tenía ocho años, su padre murió. Ella continuó con su vida conventual como seglar y novicia, y a los dieciocho profesó como monja de la Orden de San Agustín, “a primero de febrero, año de 1586 y la profesión a tres de febrero [del] año de [15]87”, según anotó en el libro de profesiones Leonor de la Encarnación. En esta comunidad llegó a ser tornera, maestra de novicias y finalmente priora en 1600.
Después de llevar a cabo diferentes fundaciones de las agustinas recoletas, falleció en el monasterio de la Encarnación de Madrid el 15 de abril de 1638 de "tabardillo" como se conocía en la época o tifus exantemático.
De Mariana de San José se conservan obras espirituales, algunas cartas y una autobiografía.

## Reforma de la rama femenina de la Orden de San Agustín
Junto al agustino Agustín Antolínez, por entonces provincial de Castilla, iniciaron la reforma de la rama femenina de la orden, de acuerdo con lo pedido por el capítulo provincial de Toledo (1588). Hubo varias vertientes a la hora de poner en activo la reforma, siendo la segunda la de Agustín Antolínez y Mariana de San José, posteriores a los primeros intentos de Alonso de Orozco (1589), que habían llevado a la inauguración de un primer monasterio reformado en Madrid, el 24 de diciembre de 1589, y otro en Salamanca, en 1594. Fue bajo el liderazgo de Mariana y Antolinez, que el movimiento tomó forma y fuerza
La fundación de Éibar fue descrita minuciosamente por Mariana de San José en sus Cuentas de vida espiritual, elaboradas por mandato del P. Leoncio Aponte en Medina del Campo y en Valladolid. Esta fundación fue la primera de la nueva orden reformada, donde ingresó en la clausura el 8 de mayo de 1603 con dos religiosas (una del convento de Santa Cruz de Ciudad Rodrigo y otra de Toledo), dos novicias que venían de Salamanca, una joven de Ávila y otras mujeres de Éibar. La profesión de Mariana y otras de sus compañeras en este convento supuso su ingreso en la nueva orden reformada, siguiendo el modo de vida recoleto. Fue entonces cuando Mariana dejó sus apellidos laicos y adoptó el de San José. Las Constituciones de la Orden que se utilizarían en Éibar y en Medina fueron elaboradas por Antolínez y se aprobaron después de esta fundación y notificadas a su comunidad pocos días. No fueron las definitivas, lo que generaría conflictos con la comunidad eibarra.
Posteriormente, la reforma se extendió a otras localidades: Medina del Campo (1604), Valladolid (1606) y Palencia (1610). En Medina estuvo dos años en los que ejerció como priora, subpriora, maestra de novicias, tornera, portera y sacristana. Después se desplazó a la fundación de Valladolid, donde por primera vez la nueva comunidad se situó bajo la jurisdicción del obispo diocesano y no bajo la Orden de San Agustín. La fundación de Palencia comenzó en 1606, pero no tuvo efecto hasta 1610. Apenas estuvo cuatro meses en ella, partiendo en enero de 1611 a Madrid por orden de la reina Margarita de Austria-Estiria, a la que había conocido en Valladolid en 1604. Así, por iniciativa de la esposa del rey Felipe III,  Mariana reformó el Monasterio madrileño de Santa Isabel y comenzó, un año después, la construcción, en Madrid, del Real Monasterio de la Encarnación.
Mariana entró como priora del convento de Santa Isabel en 1611 con la intención de introducir los modos de vida recoletos, pero se enfrentó a la oposición de las monjas, que había profesado otras Constituciones. Los diferentes modos de vida religiosa y los votos realizados al respecto fueron un foco de fricciones. Finalmente, se trasladarían a una nueva comunidad bajo patronazgo regio, motivado por la reina Margarita. El nuevo convento comenzó su construcción el 11 de junio de 1611 y se dilató hasta 1616, tiempo en el que la comunidad vivió en la Casa del Tesoro, contigua al palacio de Felipe III. Vivió durante veintidós años en esta comunidad, manteniendo durante este periodo el cargo de priora, y maniobrando en el contexto cortesano madrileño. Mantuvo una relación estrecha y contactos frecuentes con la reina Margarita y también con el rey Felipe III. 
Durante este tiempo, Mariana no descuidó a otras comunidades, con las cuales siguió en contacto por carta. Su epistolario muestra los intentos por llevar a cabo otras fundaciones en Sevilla, Plasencia y Colmenares, aunque no llegaron a término. También mantuvo estrechas relaciones con Luisa de Carvajal, Marina de Escobar e Inés de la Asunción. 
Por su parte, las Constituciones de la nueva Orden recoleta, elaboradas por Mariana de San José y que sustituyeron a las elaboradas por Antolínez, fueron las aprobadas en el capítulo de Valladolid de 1616, fueron fruto de un proceso de elaboración que pasó por dos bulas papales (de Pablo V el 13 de julio de 1619 y de Urbano VIII el 27 de noviembre de 1625) y por diversas modificaciones ya que, desde la primera fundación por parte de Mariana de San José, en Éibar (1603-1604), hasta el primer esbozo de las Constituciones, en 1610, y la difusión de las definitivas, ya en 1626, se dieron diversos cambios que no fueron aceptados por todas las comunidades por igual. Finalmente, las Constituciones estuvieron formadas por 39 capítulos y un prólogo. Siguiendo la Regla de San Agustín, estas Constituciones organizaban la vida cotidiana de las religiosas en torno a la oración, silencio, penitencias y recogimiento en soledad.

## Obra escrita
Mariana de San José, además de las mencionadas Constituciones, fue autora de otras obras. Algunas de ellas las compuso en el contexto de la escritura por mandato, es decir, por obediencia a su confesor y promotor literario, Jerónimo Pérez. 
Los escritos de Mariana de San José incluyeron:
- Autobiografía
- Cuentas de conciencia
- Comentario al «Cantar de los Cantares»
- Constituciones
- Epistolario
- Ejercicios Espirituales y repartimiento de las horas
- Testamento espiritual a las monjas
- Advertencias para reformación de monjas
- Consejos y máximas
- Jaculatorias
- Poesías
- Oraciones y prácticas piadosas
- Proyectos y apuntamientos personales
- Anotaciones varias

También fue autora de otras obras que no llegó a concluir, como Devocionario de oraciones y exercicios para almas devotas (Madrid, 1634). Además, podríamos incluir sus aportaciones a los procesos de vida y virtudes de Luisa de Carvajal y de Luis de la Puente, en 1627 y 1629, respectivamente.
Respecto al Comentario del «Cantar de los Cantares», este abarca hasta el capítulo 3, versículo tercero. Es posible que parte del comentario se quemase en 1628, cuando la propia Mariana de San José trató de quemar todos sus escritos. En 1627 fueron publicados en Madrid sus Ejercicios espirituales y repartimiento de las horas, donde ofrecía una serie de consideraciones sobre la vida común y orientaba respecto a la organización de la vida de las religiosas respecto a la oración y los sacramentos. 
Su primer biógrafo fue Luis Muñoz (?-1646), que escribió su Vida por encargo de la comunidad de la Encarnación. El resultado fue: Vida de la venerable M. Mariana de S. Joseph, fundadora de la Recolección de las monjas agustinas (Madrid, 1645), donde se incluyó su Autobiografía, las Cuentas de la vida interior (libros I-III), los recuerdos que conservaban las religiosas del convento de la Encarnación (libro IV), y el comentario al Cantar de los Cantares que se conserva de Mariana de San José (libro V).

## Relación con Teresa de Jesús
Siguió el modelo de vira religiosa propuesto por Teresa de Jesús, formándose a través de la lectura de sus obras: Camino de perfección y El libro de la vida y proponiendo su propia reforma siguiendo sus pasos.
Mariana de Jesús señalaba en su Autobiografía que llegó a conocer a Teresa de Jesús siendo niña, por la relación de la santa abulense con su madre, pero dadas las fechas de fundación del convento de carmelitas descalzas de Alba de Tormes (1571) y la fecha de fallecimiento de su madre (1568) parece poco posible que este contacto llegase a producirse. En el mismo texto, Mariana narraba un encuentro con la santa cuando esta pasó por Alba de Tormes de camino a Segovia y ella contaba con unos cuatro años. La fundación de las carmelitas descalzas de Segovia no tuvo lugar hasta 1574, fecha en la que Mariana ya vivía en Ciudad Rodrigo. Esta relación directa respondería a una tendencia hagiográfica muy típica en la época, a través de la cual se buscaba establecer una conexión con Teresa de Jesús, que servía como modelo, a la vez que se justificaba la temprana vocación religiosa.